# Семеду, Рубен
Рубен Афонсу Боржещ Семеду (порт. Rúben Afonso Borges Semedo; родился 4 апреля 1994 года, Амадора, Португалия) — португальский футболист, защитник клуба «Аль-Духаиль».

## Клубная карьера
Семеду — воспитанник лиссабонского «Спортинга». 25 августа 2013 года в матче против «Трофенсе» он дебютировал за дублёров в Сегунда лиге. Летом 2014 года Рубен на правах аренды перешёл в испанский «Реус Депортиу». 21 сентября в матче против дублёров «Мальорки» он дебютировал в Сегунде B. После окончания аренды Семеду вернулся в «Спортинг». 9 августа 2015 года в поединке за Суперкубок Португалии против «Бенфики» он дебютировал за основной состав «львов», заменив во втором тайме Брайана Руиса.
Летом того же года Рубен на правах аренды перешёл в «Виторию» Сетубал. 24 августа в матче против «Академики» он дебютировал в Сангриш лиге. После окончания аренды Семеду вернулся в «Спортинг». 30 января 2016 года в матче против «Академики» он дебютировал за «львов» в чемпионате.
7 июня 2017 года подписал с «Вильярреалом» контракт до 2022 года. 25 августа в матче против «Реал Сосьедада» он дебютировал в Ла Лиге. Летом 2018 года Семеду был отдан в аренду в «Уэску». В матче против «Эйбара» он дебютировал за новую команду.
29 января 2019 года перешёл в «Риу Аве» на правах аренды.

## Международная карьера
В 2017 году в составе молодёжной сборной Португалии Семеду принял участие в молодёжном чемпионате Европы в Польше. На турнире он сыграл в матчах против команд Сербии и  Испании.

## Проблемы с законом
22 февраля 2018 года арестован и освобожден из-под стражи в июле под залог в 30 тысяч евро. После предъявленных обвинений, в числе которых покушение на убийство и вооружённое нападение, «Вильярреал» 23 февраля в одностороннем порядке прервал действие контракта с игроком до вердикта суда. Клуб перестал выплачивать игроку зарплату.
Провинциальный суд Валенсии в июле 2020 года приговорил Рубена к 5 годам заключения (срок считается отложенным) и 46 тысяч евро штрафа и наложил 8-летний запрет на посещение Испании. Футболист признан виновным в ограблении, вооруженном нападении, похищении человека, а также незаконном хранении оружия. Часть преступлений Семеду признал.
30 августа 2021 года арестован по обвинению в изнасиловании 17-летней девушки.

## Достижения
«Спортинг» (Лиссабон)
- Обладатель Суперкубка Португалии: 2015

«Порту»
- Чемпион Португалии: 2021/22